# Neu-Särichen
Neu-Särichen ist ein Dorf im Landkreis Görlitz in Sachsen. Der Ort gehört zum Kernbereich der Stadt Niesky und hat keinen Ortsteilstatus. Bis 1929 war Neu-Särichen eine eigenständige Landgemeinde im damaligen Landkreis Rothenburg (Ob. Laus.).

## Lage
Neu-Särichen liegt in der Oberlausitz, unmittelbar östlich von Niesky. Der Ort bildet mit Niesky und den Nachbarorten Neuhof im Nordwesten und Neu-Ödernitz im Süden eine zusammenhängende Siedlungsfläche, im Westen wird Neu-Särichen durch die Robert-Koch-Straße und den Gertiggraben, im Süden von der Staatsstraße 121 und im Norden von der Bahnstrecke Węgliniec–Roßlau begrenzt. Weitere Nachbarorte sind Uhsmannsdorf im Nordosten und Horka im Osten.

## Geschichte
Ab 1816 gehörte Neu-Särichen zum Landkreis Rothenburg (Ob. Laus.) im Regierungsbezirk Liegnitz der preußischen Provinz Schlesien. Im Jahr 1843 bestand der Ort aus 45 Häusern und hatte 212 Einwohner, von denen der größte Teil evangelisch-lutherischer Konfession war (nur vier Einwohner waren katholisch). Die evangelischen Einwohner waren nach Hähnichen und die katholischen Einwohner in eine Görlitzer Kirchengemeinde gepfarrt. Zu dieser Zeit waren die meisten Familien aus Neu-Särichen Leineweber, es gab außerdem sieben Handwerker und eine Kalkbrennerei. Der Ortsname „Särchen“ stammt aus dem Sorbischen und bezeichnet eine durch Brandrodung entstandene Siedlung (sh. auch Särchen).
Zunächst wurde Neu-Särichen von der etwas entfernt gelegenen Gemeinde Särichen verwaltet, später wurde der Ort eine eigenständige Landgemeinde. 1862 wurde in Neu-Särichen ein Krankenhaus gebaut. 1871 hatte Neu-Särichen 430 Einwohner, 1885 waren 428 Einwohner verzeichnet. Im Jahr 1892 wurde die evangelische Gemeinde von Neu-Särichen aus Hähnichen nach Ödernitz umgepfarrt. Bei der Volkszählung am 1. Dezember 1910 hatte die Neu-Särichen 694 Einwohner. 1919 wurde die Provinz Schlesien geteilt und der Ort gehörte fortan zur Provinz Niederschlesien. Im Jahr 1929 wurden Neu-Särichen und die Nachbargemeinden Neuhof und Ödernitz (mit Neu-Ödernitz) nach Niesky eingemeindet. Zum Zeitpunkt der Gemeindeauflösung hatte Neu-Särichen 846 Einwohner. Die Provinz Niederschlesien wurde 1938 wieder mit Oberschlesien vereinigt, die daraus entstehende Provinz Schlesien wurde nur drei Jahre später wieder aufgelöst.
Nach dem Zweiten Weltkrieg kam das ehemalige Gemeindegebiet in die Sowjetische Besatzungszone. Am 16. Januar 1947 kam die Stadt Niesky zum Landkreis Weißwasser-Görlitz, dieser wurde im folgenden Jahr in Landkreis Niesky umbenannt. Seit 1949 lag Neu-Särichen in der DDR, bei der Kreisreform am 25. Juli 1952 kam der Ort an den Kreis Niesky im Bezirk Dresden. Nach der Wiedervereinigung gehörte Neu-Särichen zunächst zum weiter bestehenden Landkreis Niesky in Sachsen, der bei der Kreisreform im Jahr 1994 im neuen Niederschlesischen Oberlausitzkreis aufging. Seit einer erneuten Kreisreform im August 2008 liegt Neu-Särichen im Landkreis Görlitz.